# Stanisław Sozański
Stanisław Sozański (1859 Kornalovyči – 19. března 1939 Kornalovyči) byl rakouský politik polské národnosti z Haliče, na počátku 20. století poslanec Říšské rady.

## Biografie
V roce 1885 získal titul doktora práv na Jagellonské univerzitě. Roku 1890 byl jmenován adjunktem okresního soudu v Drohobyči. Uvádí se jako rytíř Dr. Stanislaus Sozański. Byl poradcem ministerstva spravedlnosti a školství ve Vídni. V roce 1888 působil ve Vídni jako úředník ministerstva financí.
Působil i jako poslanec Říšské rady (celostátního parlamentu Předlitavska), kam usedl ve volbách roku 1901 za kurii velkostatkářskou v Haliči, obvod Sambor.
V roce 1901 se uvádí jako kandidát Polského klubu.
V roce 1927 daroval své rozsáhlé majetky Polské akademii věd. Šlo o pozemkovou držbu v lokalitách Kornałowice, Hordynia, Kranzberg, Dublany, Grabowiec a Białoskórka. Část rodinných uměleckých sbírek věnoval Sozański krakovské knihovně Biblioteka Jagiellońska. Zemřel v březnu 1939.
Jeho bratr Feliks Marian Sozański byl rovněž politicky aktivní. Zasedal coby poslanec Haličského zemského sněmu.